# Sterneck (Mangfallgebirge)
Das Sterneck ist ein 1241 m ü. NHN hoher Gipfel im Wendelsteingebiet, das zum Mangfallgebirge in den Bayerischen Voralpen gehört.

## Topographie
Das Sterneck ist ein Waldgipfel auf dem namenlosen Höhenzug, der sich mit den Gipfeln Schwarzenberg, Sternplatte, Sterneck, Katzenköpfl, Rißkopf, Eibelkopf, Breitenstein und Schweinsberg westlich über dem Jenbachtal erhebt. Am einfachsten ist das Sterneck über ein Forststraße zu erreichen, die parallel zum Höhenzug auf ca. 1100 m Höhe verläuft. Die letzten ca. 50 Höhenmeter sind weglos zurückzulegen.